# Damano Solomon
Damano Rio Solomon (13 de outubro de 1994) é um futebolista profissional jamaicano que atua como meia, atualmente defende o Portmore United.

## Carreira
Damano Solomon fez parte do elenco da Seleção Jamaicana de Futebol na Copa América de 2016.